# Гордеев, Александр Семёнович
Александр Семёнович Горде́ев (1903—1975) — старшина Рабоче-крестьянской Красной Армии, участник Великой Отечественной войны, Герой Советского Союза (1944).

## Биография
Александр Гордеев родился 10 декабря 1903 года в селе Анзяк (ныне — Дуванский район Башкортостана) в крестьянской семье. Получил начальное образование, работал грузчиком. В 1941 году Гордеев был призван на службу в Рабоче-крестьянскую Красную Армию Сталинабадским районным военным комиссариатом Таджикской ССР. С осени 1942 года — на фронтах Великой Отечественной войны. Принимал участие в Сталинградской битве, боях на Дону. К сентябрю 1943 года гвардии красноармеец Александр Гордеев был помощником наводчика противотанкового ружья 7-го гвардейского кавалерийского истребительно-противотанкового дивизиона 7-го гвардейского кавалерийского корпуса 61-й армии Центрального фронта. Отличился во время битвы за Днепр.
В ночь с 26 на 27 сентября 1943 года в составе трёх расчётов противотанковых ружей Гордеев, несмотря на массированный вражеский огонь, переправился через Днепр в районе деревни Нивки Брагинского района Гомельской области Белорусской ССР, где вступил в бой с превосходящими по численности силами противника. Пользуясь темнотой, бойцы расчётов скрытно подобрались к немецким траншеям, забросали гранатами находившихся там вражеских солдат и, захватив окопы, удержали их до подхода подкреплений.
Указом Президиума Верховного Совета СССР «О присвоении звания Героя Советского Союза генералам, офицерскому, сержантскому и рядовому составу Красной Армии» от 15 января 1944 года за «образцовое выполнение боевых заданий командования на фронте борьбы с немецкими захватчиками и проявленными при этом отвагу и геройство» гвардии красноармеец Александр Гордеев был удостоен высокого звания Героя Советского Союза с вручением ордена Ленина и медали «Золотая Звезда» за номером 3003.
Участвовал в Параде Победы, нёс по Красной площади знамя 7-го гвардейского кавалерийского корпуса. После окончания войны был демобилизован. Работал заместителем начальника железнодорожного вокзала в Душанбе, затем начальником поезда. Умер 27 октября 1975 года, похоронен на Центральном кладбище Душанбе.
Был также награждён орденом Отечественной войны 1-й степени и рядом медалей.